# 石新镇
石新镇，是中华人民共和国辽宁省盘锦市盘山县下辖的一个乡镇级行政单位。

## 行政区划
石新镇下辖以下地区：
镇区社区、石山村、常屯村、下洼子村、龚屯村、赵木村、当铺村、大金村和太平村。